# KZ Pavlos Melas
Das KZ Pavlos Melas war im amtlichen Schriftverkehr ein Konzentrationslager, das während der deutschen Besatzung Griechenlands in einer vormaligen Artilleriekaserne bei Thessaloniki unter dem deutschen Sicherheitsdienst (SD) betrieben und von griechischer Polizei bewacht wurde. Vom Charakter her war es ein Polizeihaftlager ähnlich dem KZ Chaidari bei Athen und unterstand nicht der Inspektion der Konzentrationslager. 

## Besatzungszeit
In dem seit 1881 bestehenden Kasernenkomplex internierte die Besatzungsmacht zunächst 278 Personen, die bei sogenannten Durchkämmungsoperationen gegen den griechischen Widerstand am 5. Juli 1941 festgenommen worden waren. Nach dem Überfall auf die Sowjetunion engagierte sich neben der konservativen Pangriechischen Befreiungsorganisation auch die Kommunistische Partei Griechenlands im erstarkenden Widerstand. Nach mehreren Sabotageaktionen und Anschlägen ordnete der Befehlshaber der Wehrmachtsverwaltung Saloniki-Ägäis Curt von Krenzki im September 1941 an, in Thessaloniki ein Konzentrationslager zu errichten. Der Wehrmachtsbefehlshaber Südost General Wilhelm List verlangte entsprechend dem Sühnebefehl, Geiseln verfügbar zu halten, um für jeden getöteten deutschen Soldaten 50 bis 100 Kommunisten zu erschießen. Von da an diente das Lager auch als Geiselhaftlager im Kampf gegen den jüdischen Bolschewismus. Die Hinrichtungen fanden teilweise im Lager und an diversen Stellen außerhalb statt. Ab 1944 nahmen an den Verhaftungen und Exekutionen auch griechische Kollaborateure in sogenannten Sicherungsbataillonen teil. Am 6. Juni 1944 wurden 101 Geiselhäftlinge exekutiert.

## Nachkriegszeit
Nach der Befreiung Griechenlands diente der Komplex der linksrevolutionären Griechischen Volksbefreiungsarmee (ELAS) als Sammellager für Kollaborateure und Volksfeinde, die dann in abgelegene kommunistische Geisellager gebracht wurden. Nach der Demobilisierung der ELAS im Februar 1945 wurde das Lager zur Internierung von Kollaborateuren und Angehörigen sowie Sympathisanten der ELAS erneut zur Unterdrückung genutzt. Während des Bürgerkrieges (1946 bis 1949) wurde die Kaserne dann an das griechische Heer zurückgegeben. Seit 2005 ist die Kaserne geräumt und verfällt.

## Gedenken
Es gibt Gedenkveranstaltungen für die Massenexekution vom 6. Juni 1944. Die Geschichte und das Leiden der unterschiedlichen griechischen Häftlinge und der Haftanstalt ist ebenso wie die Vernichtung der jüdischen Gemeinde von Thessaloniki tabuisiert.   

## Strafverfahren
General List wurde beim Prozess Generäle in Südosteuropa u. a. wegen des für seinen Kommandobereich ergangenen Sühnebefehls zu lebenslanger Haft verurteilt und 1952 entlassen.